# 郭如暄
郭如暄（1535年—？年），字元春，號怗斋，四川叙州府富順縣人，民籍。

## 生平
六月初五日生，行四，治《詩經》，由縣學附學生中式四川鄉試第三十六名舉人，年三十七歲中式隆慶五年辛未科會試第三十九名，第三甲第二百八十二名進士。兵部觀政，授漢中府儒學教授。回籍。

## 家族
曾祖郭體宗，衛經歷 贈監察御史；祖郭瑢，義官；父郭宴，貢士；母喻氏；前母胡氏。慈侍下，妻王氏，兄惟誠（省祭官）；惟鼎；如幾；如一；任大；如岱；如年（貢士）；世藩；如登；如約，弟如璞；如范；如璋；如川。